# Nemetona
Nemetona, o 'la del bosc sagrat', és una deessa celta adorada al nord-est de la Gàl·lia. Es creu que era la deïtat homònima del poble germano-celta conegut com els Nèmetes.
S'han trobat proves del seu culte a l'antic territori situat a la vora e la part mitjana del Rin i també al Santuari d'Altbachtal a l'actual Trèveris, a Alemanya. També se n'han trobat testimonis a Bath, Anglaterra, on un home del poble gal dels trèvers li va dedicar un altar buscant la sanació.

## Etimologia
El nom de Nemetona deriva de la paraula celta Nemeton, uns terrenys religiosos situats en àrees naturals, i, com que normalment tenen arbres, s'interpreten com a boscs sagrats. Per això Nemetona ha estat considerada una deessa guardiana dels llocs de culte a l'aire lliure.

## Inscripcions
Les inscripcions que han pervingut sovint relacionen Nemetona amb Mart, de vegades amb el nom celta de Lucetius. S'emparella amb Mars Lucetius ('Mart lluent') i també apareixen com a parella divina en les inscripcions de l'era romana. Un Mars Rigonemetis ('Mart, Rei del Bosc Sagrat') apareix, en el context del culte imperial romà, en una dedicatòria descoberta a Nettleham (Lincolnshire) l'any 1961. Podria haver estat un déu pertanyent a la tribu dels Corieltauvi.